# Dziennik budowy
Dziennik budowy – urzędowy dokument przebiegu robót budowlanych oraz zdarzeń i okoliczności zachodzących w toku wykonywania robót (art. 47a ust. 1 Prawa budowlanego).

## Źródła prawne
Obowiązek założenia oraz zasady prowadzania dziennika budowy zostały określone w art. 47a i nast. Prawa budowlanego (Dz.U. z 2021 r. poz. 2351), a doprecyzowane w przepisach wykonawczych – w rozporządzeniu Ministra Rozwoju i Technologii z dnia 22 grudnia 2022 r. w sprawie dziennika budowy oraz systemu Elektroniczny Dziennik Budowy (Dz.U. z 2023 r. poz. 45), wydanym na podstawie delegacji ustawowej (art. 47u Prawa budowlanego). Dziennik budowy prowadzi się także w przypadku rozbiórki i montażu. Przed 27 stycznia 2023 r. obowiązywało rozporządzenie Ministra Rozwoju, Pracy i Technologii z dnia 6 września 2021 r. w sprawie sposobu prowadzenia dzienników budowy, montażu i rozbiórki (Dz.U. z 2021 r. poz. 1686).

## Założenie dziennika budowy
Dziennik budowy należy założyć przed rozpoczęciem robót budowlanych. Zazwyczaj dziennik budowy jest gotową książką formatu A4, z nadrukowanymi odpowiednimi (zgodnymi z wzorem określonym w rozporządzeniu) rubrykami, oświadczeniami, protokołami, oraz ponumerowanymi stronami, w dwóch egzemplarzach: oryginał i kopia (na kartach z perforowaną linią ułatwiającą wyrwanie kopii). Art. 47g PB określa, że właściwy organ wydaje odpłatnie dziennik budowy. W praktyce, kupuje się czysty zeszyt dziennika budowy i przekazuje Organowi do opieczętowania po uzyskaniu decyzji ostatecznej pozwolenia na budowę. Dokumenty składane do Nadzoru Budowlanego (PINB) w celu rozpoczęcia robót budowlanych na 7 dni przed ich rozpoczęciem:
- oświadczenia kierownika budowy o przyjęciu obowiązków, oraz
- zaświadczenie o przynależności do Izby Zawodowej
- (w niektórych wypadkach jeśli nie mają w swoich dokumentach) PINB wymagają kopii uprawnień budowlanych

Właściwy organ (administracji budowlanej) rejestruje dziennik budowy nadając mu numer i podbija każdą stronę pieczęcią urzędu po dacie uzyskania decyzji ostatecznej.

## Osoby uprawnione do wpisów w dzienniku budowy
W dzienniku budowy mogą dokonywać wpisów wyłącznie osoby wymienione w art. 47e ust. 1 PB, tj.:
- uczestnicy procesu budowlanego
- geodeta uprawniony wykonujący na terenie budowy czynności geodezyjne na potrzeby budownictwa
- upoważnieni pracownicy organów nadzoru budowlanego i innych organów uprawnionych do kontroli przestrzegania przepisów na terenie budowy, w ramach dokonywanych czynności kontrolnych.

## Części dziennika budowy
Dziennik budowy składa się z:
- strony tytułowej (okładki), na której wpisuje się (§ 2 ust. 1 rozp.)
  - numer dziennika budowy
  - datę wydania dziennika budowy
  - imię i nazwisko lub nazwę inwestora
  - określenie obiektu budowlanego lub rodzaj wykonywanych robót budowlanych
  - adres obiektu budowlanego lub miejsca wykonywania robót budowlanych
  - numer i datę wydania decyzji albo numer i datę wpływu zgłoszenia do organu administracji architektoniczno-budowlanej – uprawniających do prowadzenia robót budowlanych
  - nazwę zamierzenia budowlanego
  - liczbę stron dziennika budowy – w przypadku dziennika budowy w postaci papierowej
  - pouczenie o sposobie prowadzenia dziennika budowy i odpowiedzialności określonej w art. 93 pkt 4 PB
- z części przeznaczonej do dokonywania wpisów.

## Dziennik budowy po zakończeniu robót
Po zakończeniu robót budowlanych, dziennik budowy należy załączyć do zawiadomienia o zakończaniu robót i wniosku o wydanie pozwolenia na użytkowanie (jeśli wynika to z przepisów prawa). Załącza się jedynie oryginał dziennika, a więc należy z dziennika wyrwać strony oznaczone jako kopia. Skompletowaną kopię dziennika budowy należy załączyć do dokumentacji powykonawczej jako, że dziennik budowy stanowi integralną część dokumentacji budowy - utrzymywaną przez cały okres trwania obiektu (art. 3 pkt 13 PB), która z kolei wchodzi w skład dokumentacji powykonawczej (art. 3 pkt 14 PB). Dokumentacja powykonawcza przekazywana jest użytkownikowi obiektu, który zobowiązany jest przechowywać ją przez cały okres użytkowania obiektu (art. 60 PB).
Zgodnie z inną interpretacją prawną, oryginał dziennika budowy załącza się do wglądu podczas zgłoszenia organowi nadzoru budowlanego, który wykonuje dla siebie kopie. Sam dziennik budowy jako dokument techniczny budowy przechowuje użytkownik obiektu (administrator). Strony oznaczone jako kopie mogą posłużyć jako dokument np. kierownikowi budowy lub inspektorowi nadzoru inwestorskiego w przypadku jeśli nie jest pracownikiem inwestora.